# 125 (număr)
125 (o sută douăzeci și cinci) este numărul natural care urmează după 124 și precede pe 126 într-un șir crescător de numere naturale.

## În matematică
125
- Este un număr cubic fiind cubul lui 5.
- Este un număr platonic.[1]
- Este un număr Friedman în baza 10, deoarece {\displaystyle 125=5^{1+2}\,}.[2]
- Este un număr puternic.[3][4]
- Este un număr rotund.[5][6]
- Poate fi exprimat ca sumă de două pătrate în două moduri diferite: {\displaystyle 125=10^{2}+5^{2}=11^{2}+2^{2}\,}.[7]
- Împreună cu 126 formează o pereche Ruth-Aaron conform celei de-a doua definiții, în care se admite repetarea factorilor primi ({\displaystyle 5+5+5=2+3+3+7\,}).[8]

## În știință

### În astronomie
- Obiectul NGC 125 din New General Catalogue este o galaxie lenticulară cu o magnitudine 10,709 în constelația Peștii.
- 125 Liberatrix este un asteroid din centura principală.

## În transporturi
- Autoturismul Fiat 125.
- Permisul de conducere A1 limitează cilindreea motoarelor motocicletelor care pot fi conduse la 125cc.
- STS-125, misiunea navetei spațiale Atlantis, misiune finală pentru întreținerea telescopului spațial Hubble.
- 125 (dinghy) – o clasă de mici bărci cu pânze (de două persoane), populară în Australia.

## În alte domenii
125 se poate referi la:
- CA-125, (sau CA125), o prescurtare pentru antigenul 125 pentru cancer.